# Чина
Чина або горошок (Lathyrus) — рід однорічних і багаторічних трав'янистих рослин родини бобових (Fabaceae). Види Lathyrus родом з помірних областей Північної півкулі, деякі види потрапляють у тропічну Східну Африку і Південну Америку поза Амазонією.

## Назва

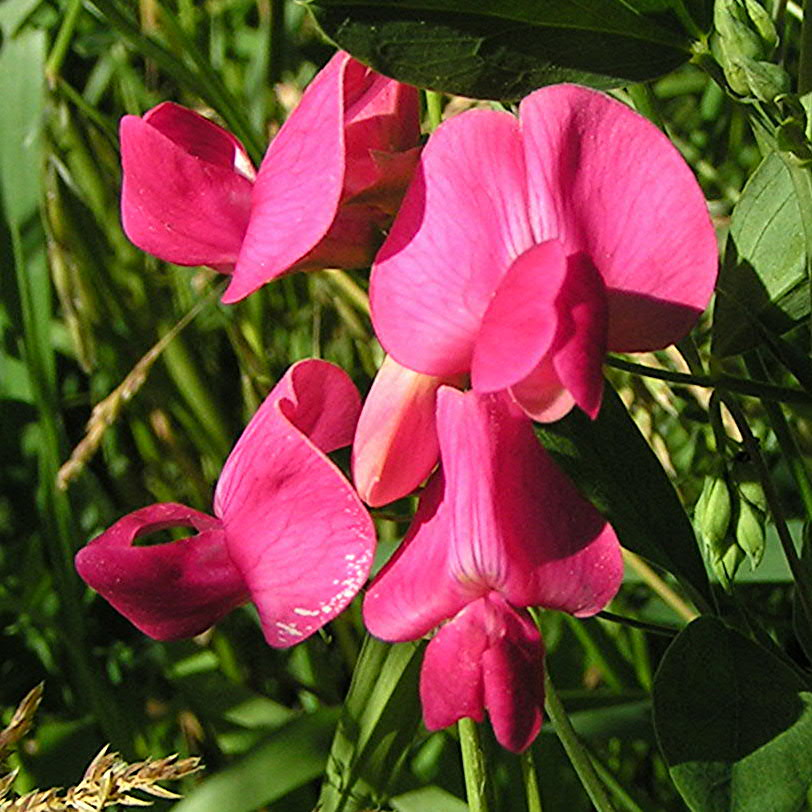
Чина бульбиста

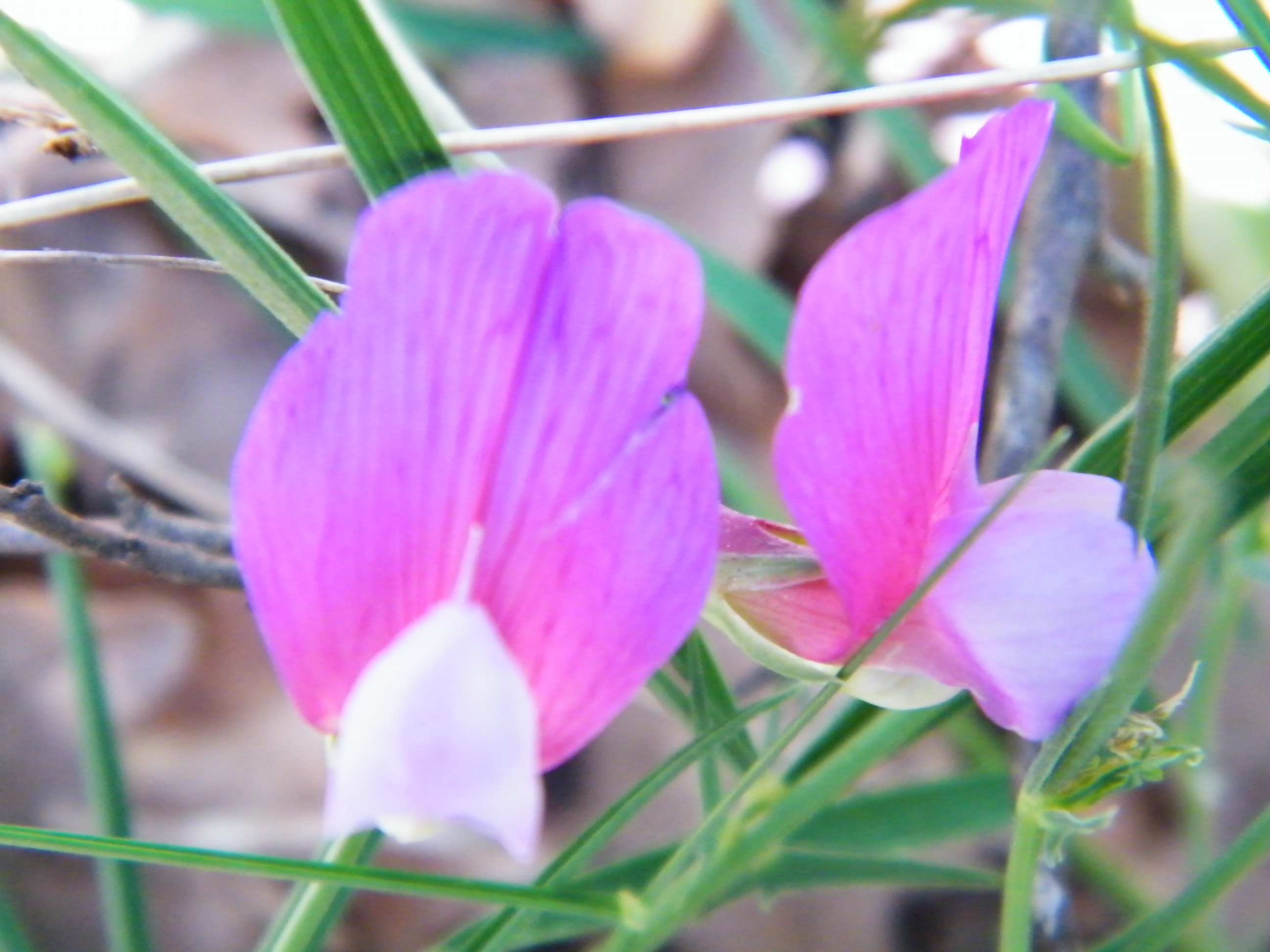
Чина пальчаста в районі бухти Ласпі

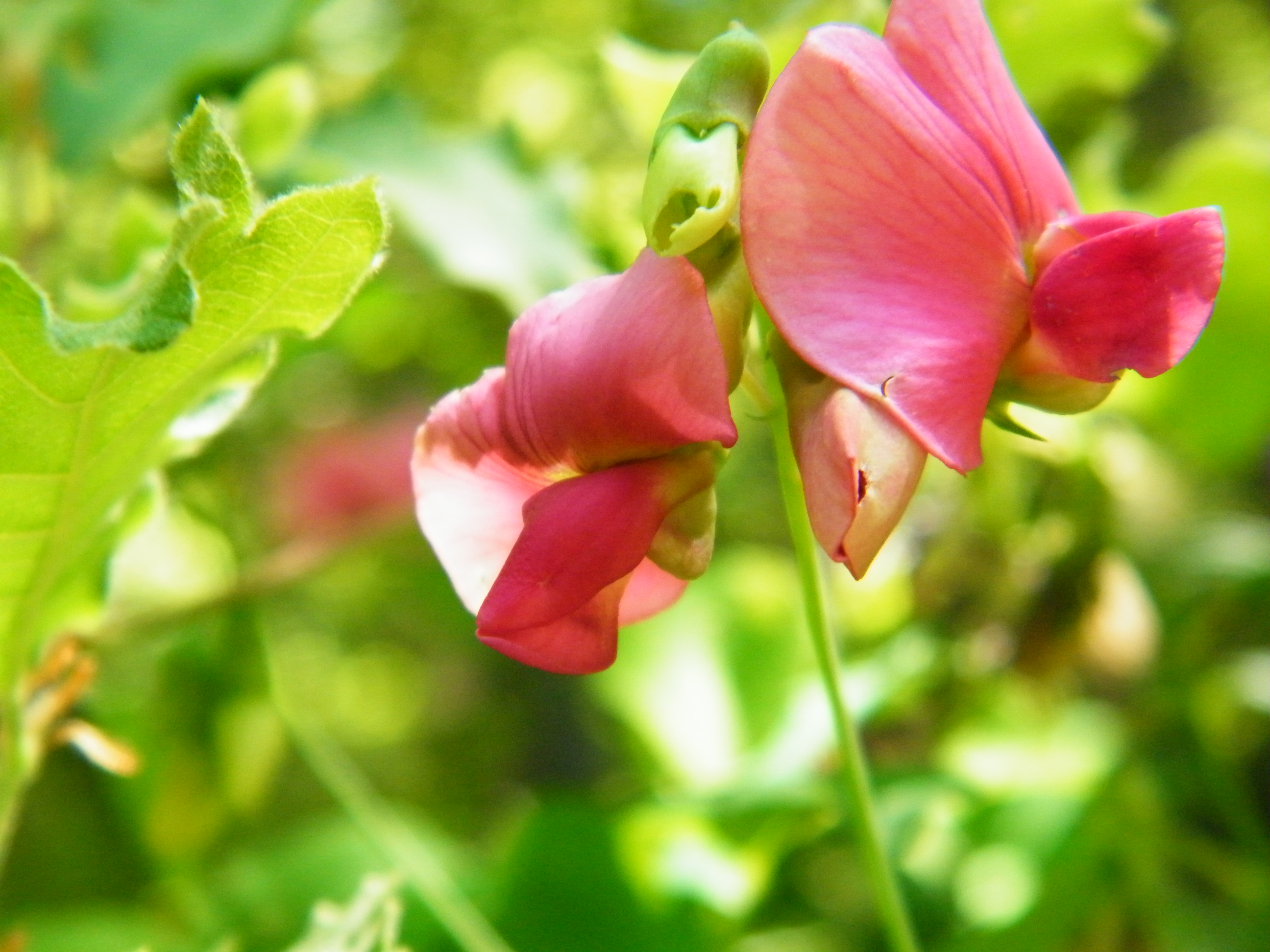
Чина круглолиста в районі бухти Ласпі

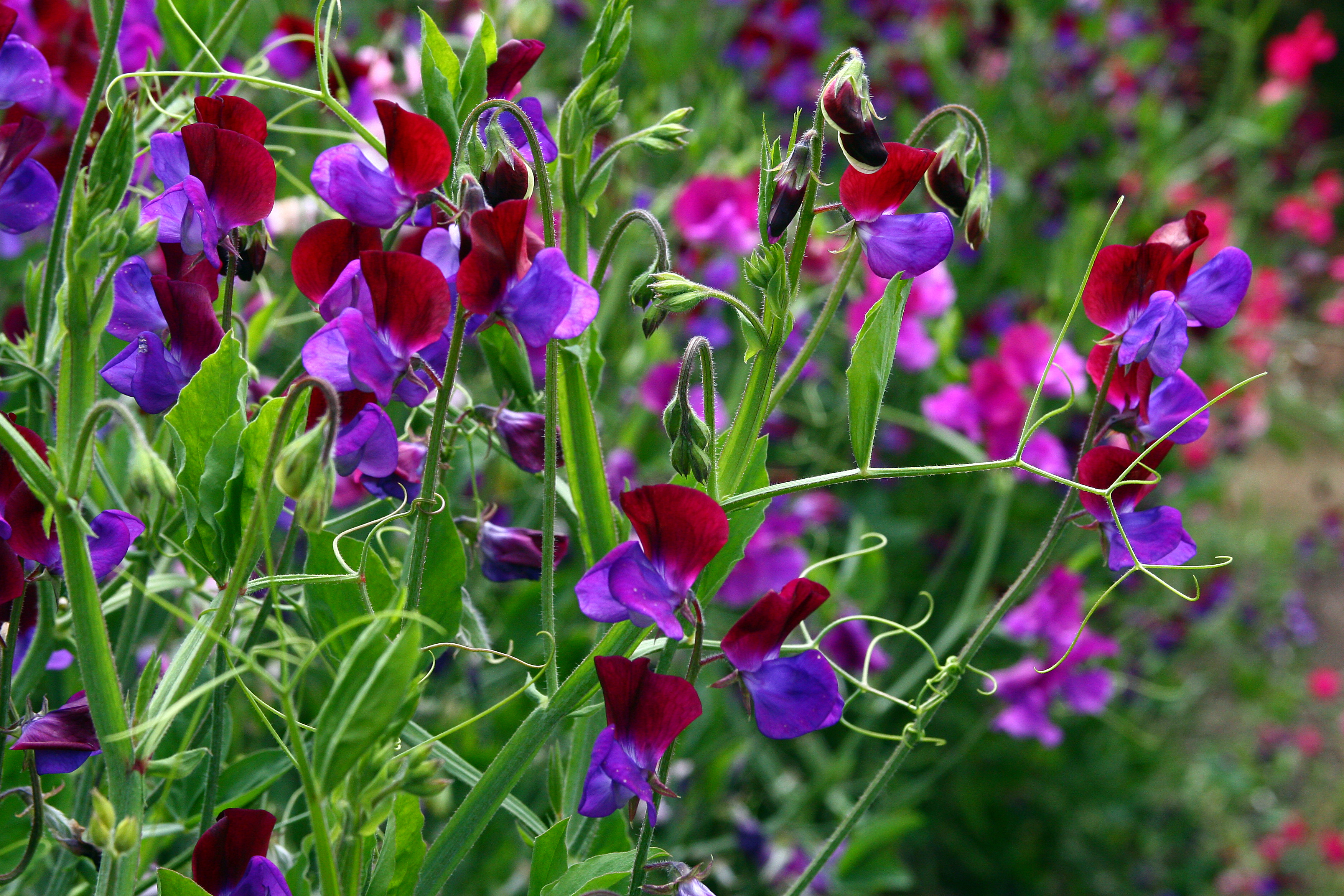
Чина запашна

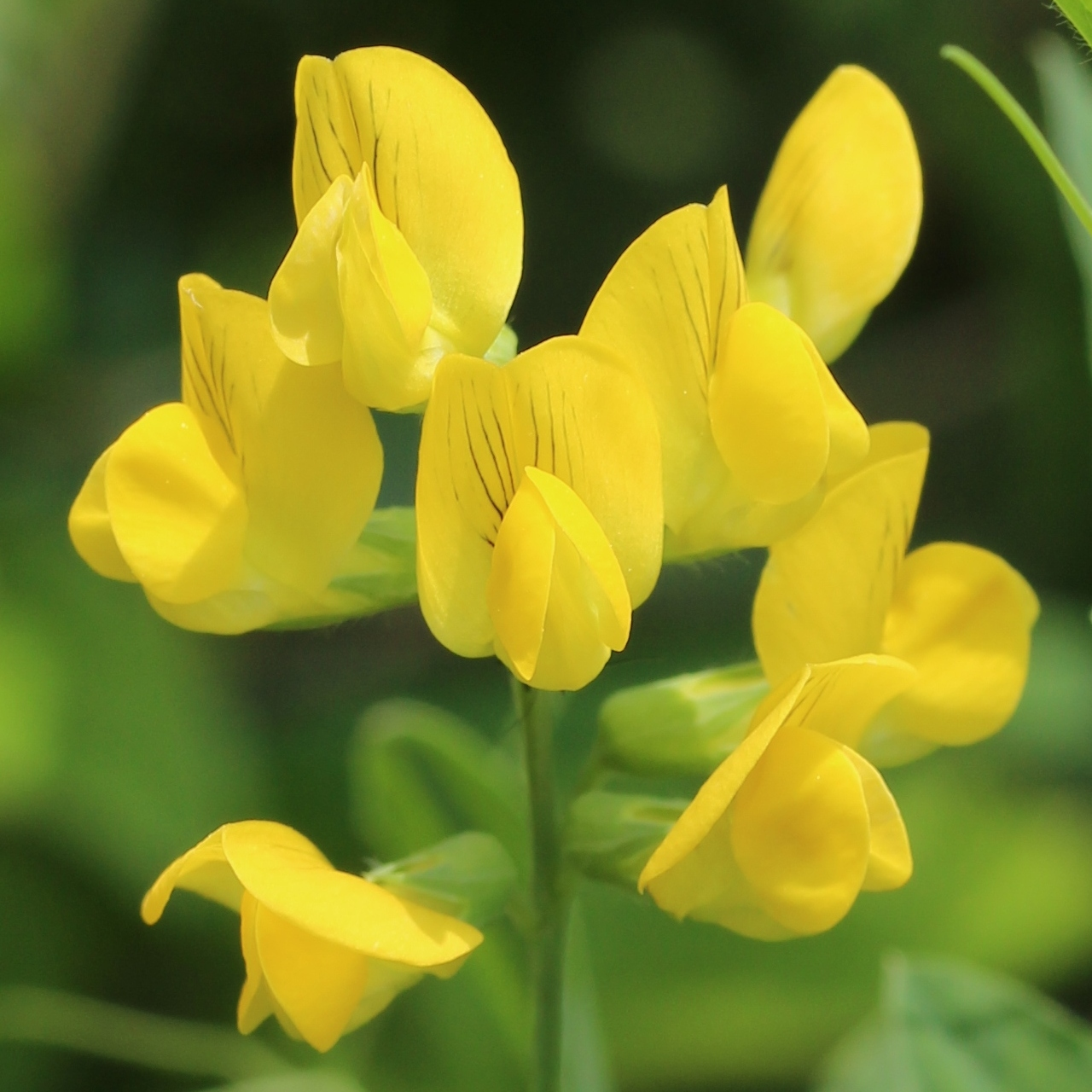
Чина лучна

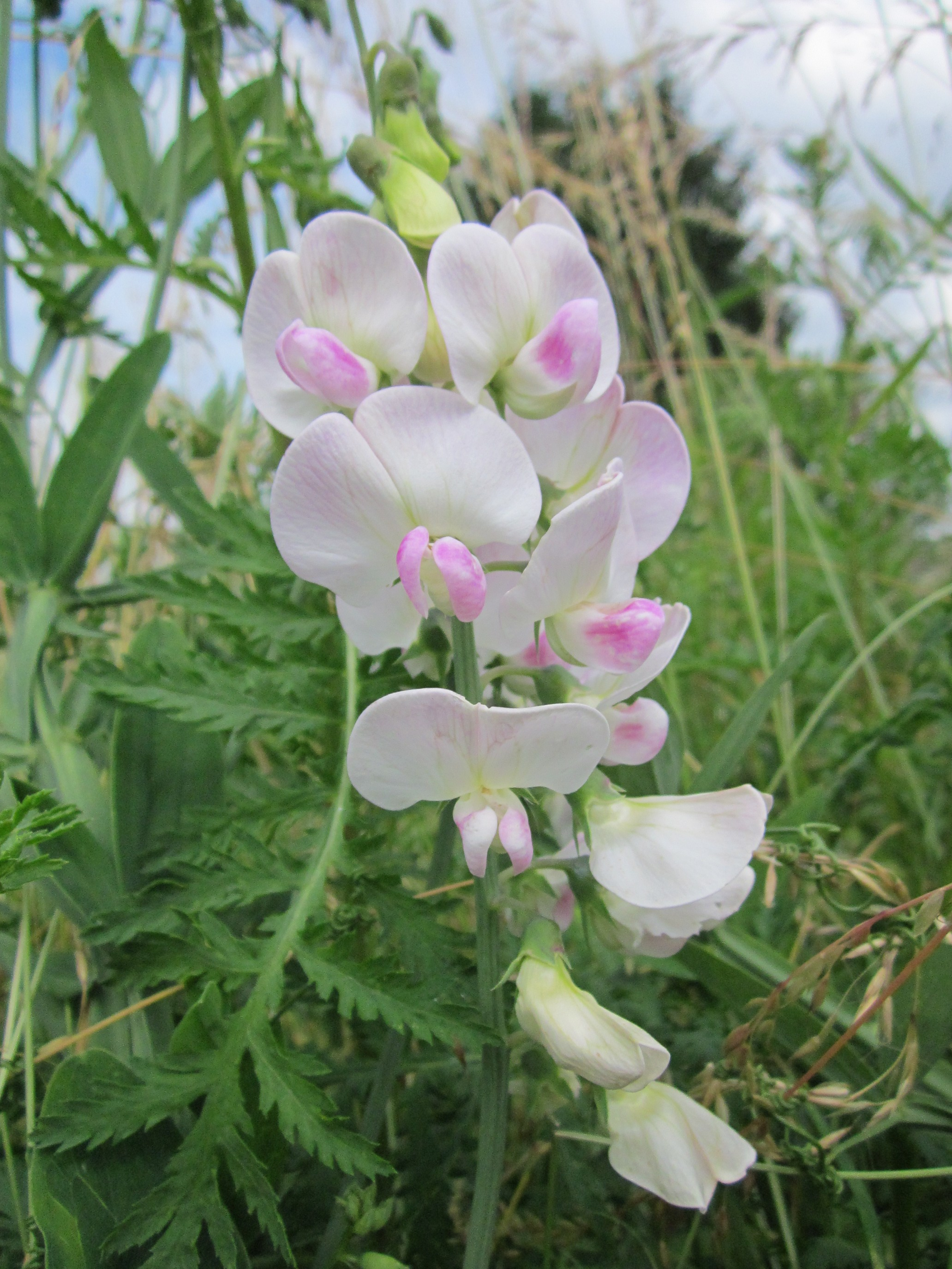
Чина широколиста

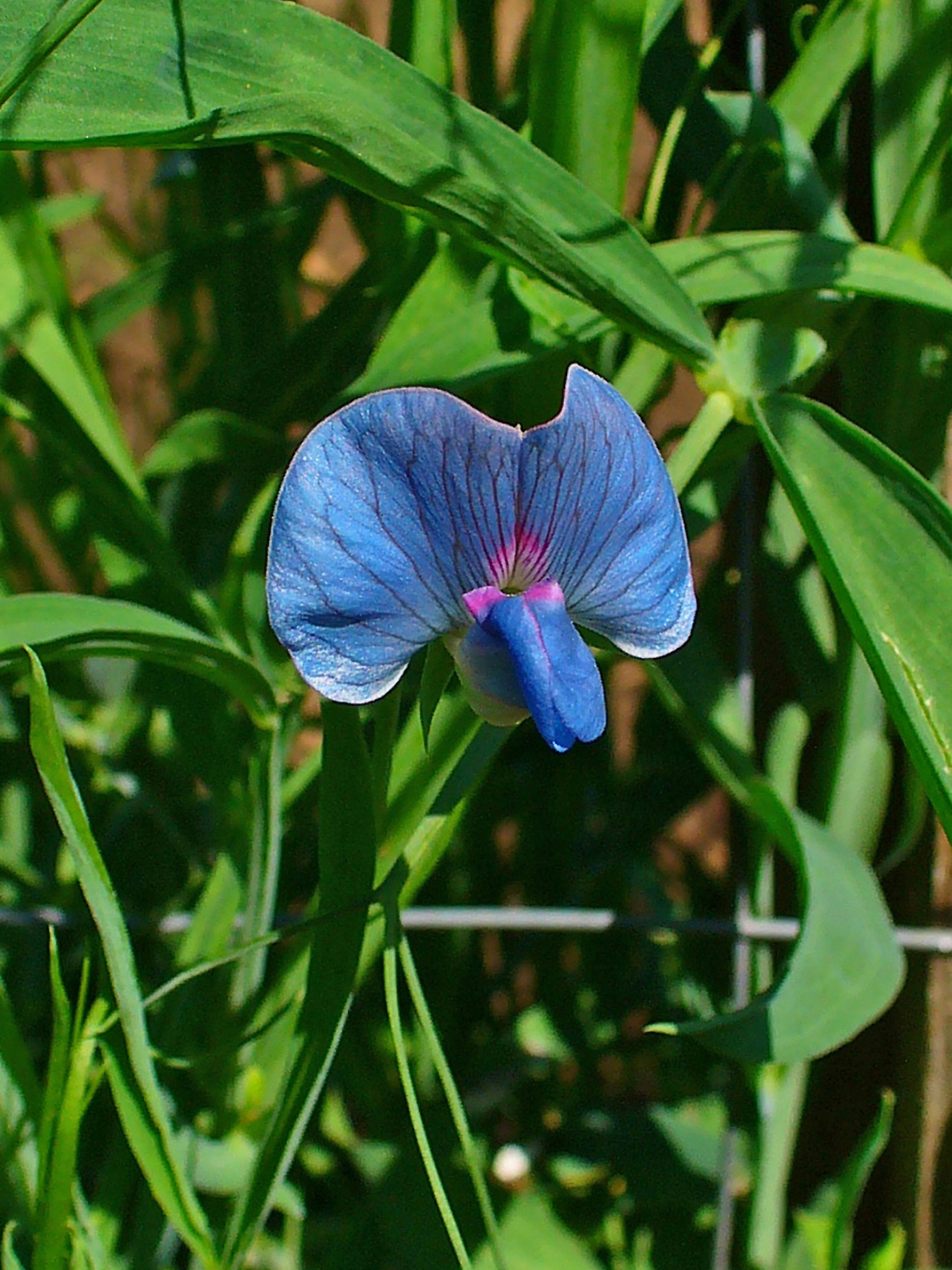
Чина посівна

Вперше слово «Lathyrus» було використано Теофрастом і походить від давньогрецької назви, що складається з la — дуже і thoures — привабливий. Українська назва має праслов'янське походження, утворене від «чіпати, чипати»; назва мотивується тим, що ця витка рослина має вусики, за допомогою яких чіпляється за інші рослини або предмети.

## Види
Відомо близько 160 видів (докладніше див. Список видів роду Чина), у тому числі в Україні — 27, з них у культурі 2:
- Чина посівна (Lathyrus sativus) — цінна зерностручкова рослина;
- Чина запашна (Lathyrus odoratus) — декоративна рослина.

10 видів занесені до Червоного Списку Міжнародного Союзу Охорони Природи:
- Lathyrus belinensis
- Lathyrus cirrhosus
- Lathyrus grandiflorus
- Lathyrus heterophyllus
- Lathyrus hirsutus (Чина шорстка)
- Lathyrus multiceps
- Lathyrus odoratus (Чина запашна)
- Lathyrus pallescens (Чина бліда)
- Lathyrus rotundifolius (Чина круглолиста)
- Lathyrus sphaericus (Чина куляста)

3 види занесені до Червоної книги України:
- Чина гладенька (Lathyrus laevigatus)
- Чина ряба або чина венеційська (Lathyrus venetus)
- Чина трансильванська (Lathyrus transsilvanicus)

## Використання
Чина посівна (Lathyrus sativus) як культурна рослина вирощувалась ще древніми греками і римлянам, була відома в Єгипті та Індії. Тепер її вирощують у Південно-Західній Азії і Північній Африці, а також у деяких країнах Європи (Іспанії, Франції, Угорщині, Італії та ін.). Світова посівна площа чини близько 500 тис. га. В Україні чину посівну вирощують у правобережних районах лісостепової і степової зон.
Чину умовно називають харчовою рослиною. В деяких країнах Середземномор'я, у Середній та Малій Азії її насіння споживають лише після попереднього замочування у воді. Воно містить 30-35 % білків, 38-40 % крохмалю, 0,6 % жирної олії. Проте в оболонці насіння є фітинова кислота, що збудливо діє на нервову систему. Щоб вилучити її насіння замочують у воді, а потім ретельно промивають. З насіння готують смачну кашу, пюре, начиння для пирогів, варять юшки. На Кавказі в харч вживають також потовщені корені, що замінюють картоплю.
Ряд рослин роду Чина вирощують як зернові на Північному Кавказі, у Закавказзі, Середній Азії, Йорданії; їх траву використовують як корм для великої рогатої худоби, овець.